# Manuel Galera
Manuel Galera Magdaleno (Armilla, Granada, 3 de diciembre de 1942 - Cabra, Córdoba, 14 de febrero de 1972), fue un ciclista profesional español, fallecido trágicamente en un accidente mientras disputaba la Vuelta a Andalucía de 1972, en el puerto del Mojón.
Era el hermano menor del también ciclista profesional Joaquín Galera.
Fue un ciclista de palmarés discreto ya que sólo cuenta con una victoria en el campo profesional. Aun así destacó en pruebas importantes como la Vuelta a los Valles Mineros (donde fue tercero en 1968) o la Vuelta a Andalucía.

## Memorial Manuel Galera
En Armilla, su localidad natal, se organizó durante muchos años el Memorial Manuel Galera en su honor. La prueba dejó de disputarse en 2004, y fue ampliamente dominada por corredores españoles, alguno de ellos muy ilustres, como Óscar Sevilla o el Chava Jiménez.

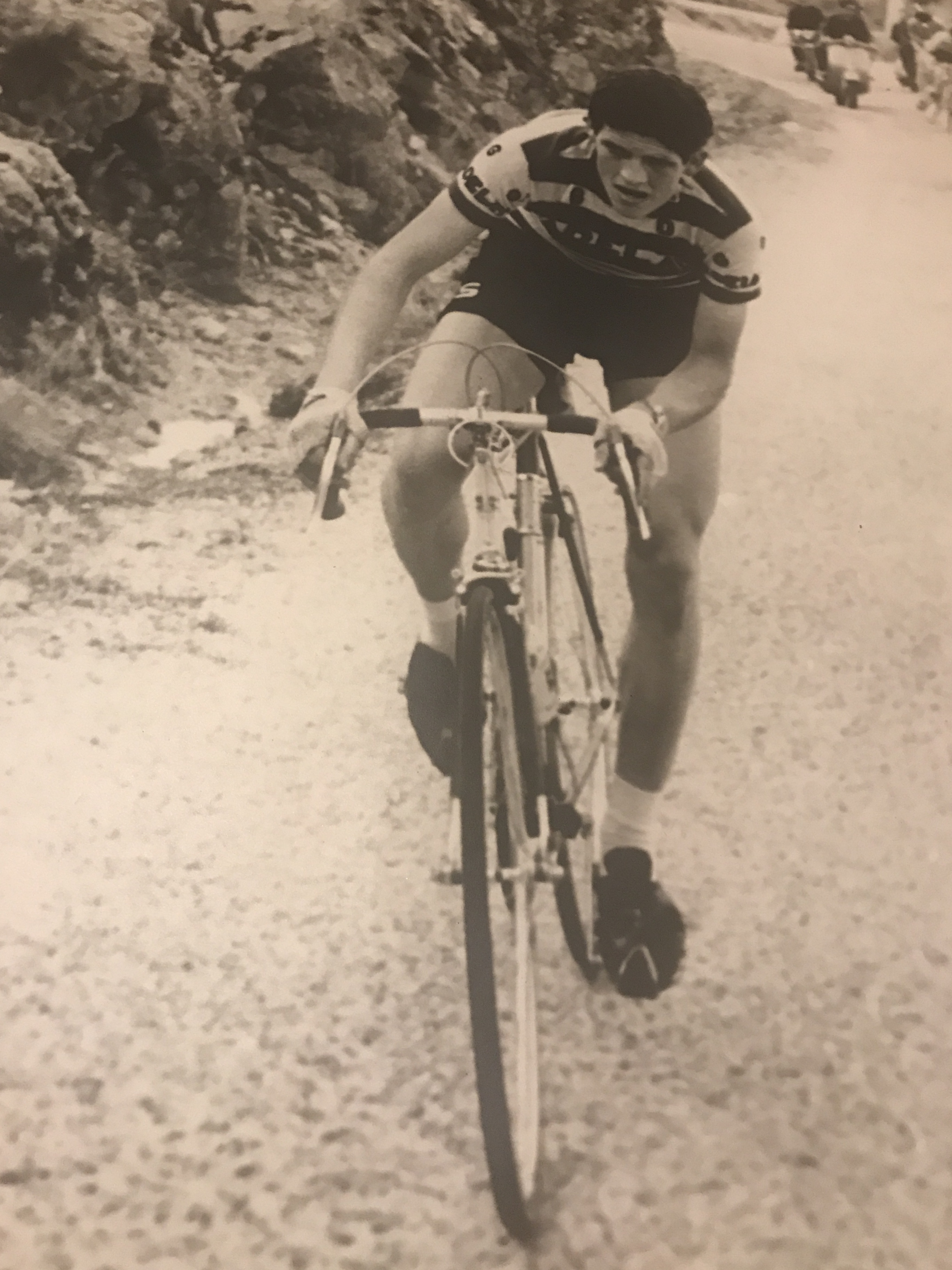
Ciclista de Armilla (Granada) tristemente fallecido en el año 1972

Cabe reseñar que la primera escuela de Ciclismo de Andalucía se creó en 1974 por el Grupo Deportivo Genil a su memoria, pasando el club a llamarse Grupo Deportivo Genil-Escuela Ciclista Manuel Galera.

## Palmarés
1968
- Vuelta a Guatemala
- 2 Etapas de la Vuelta a Colombia

1969
- 2 Etapas de la Vuelta a Colombia

1971
- 5⁰ en la Vuelta a España 1971

## Equipos
- KAS-Kaskol (1967)
- Fagor (1968-1969)
- La Casera-Peña Bahamontes (1970)
- Karpy (1971-1972)